# Кубок наследного принца Саудовской Аравии по футболу
Кубок наследного принца Саудовской Аравии по футболу (араб. كأس ولي العهد السعودي الامير كأس‎) — футбольный турнир в Саудовской Аравии, аналог Кубка страны,
которым до 1990 года являлся Кубок короля Саудовской Аравии по футболу (араб. السعودية في كأس ملك اسبانيا لكرة القدم‎), который официально считается предшественником Кубка наследного принца в качестве аналога Кубка страны.
Оба турнира начали проводиться с 1956 года, с момента образования Федерации футбола Саудовской Аравии и, благодаря этому, получения клубами официального статуса.

## Победители и финалисты

### Кубок короля
- 1956/57 : Аль-Вахда 4-0 Аль-Иттихад
- 1957/58 : Аль-Иттихад 3-0 Аль-Вахда
- 1958/59 : Аль-Иттихад 2-0 Аль-Вахда
- 1959/60 : Аль-Иттихад 3-0 Аль-Вахда
- 1960/61 : Аль-Хиляль 3-2 Аль-Вахда
- 1961/62 : Аль-Ахли 1-0 Эр-Рияд
- 1962/63 : Аль-Иттихад 3-0 Аль-Хиляль
- 1963/64 : Аль-Хиляль 0-0 Аль-Иттихад [3-1]*
- 1964/65 : Аль-Ахли 3-1 Аль-Иттифак
- 1965/66 : Аль-Вахда 2-0 Аль-Иттифак
- 1966/67 : Аль-Иттихад 0-0 Аль-Наср [5-3]*
- 1967/68 : Аль-Иттифак 4-2 Аль-Хиляль
- 1968/69 : Аль-Ахли 1-0 Аль-Шабаб
- 1969/70 : Аль-Ахли 2-0 Аль-Вахда
- 1970/71 : Аль-Ахли 2-0 Аль-Наср
- 1971/72 : Аль-Ахли 2-1 Аль-Наср
- 1972/73 : Аль-Наср 1-0 Аль-Ахли
- 1973/74 : Аль-Наср
- 1974/75 : не проводился
- 1975/76 : Аль-Наср 2-0 Аль-Ахли
- 1976/77 : Аль-Ахли 3-1 Аль-Хиляль
- 1977/78 : Аль-Ахли 1-0 Эр-Рияд
- 1978/79 : Аль-Ахли 4-0 Аль-Иттихад
- 1979/80 : Аль-Хиляль 3-1 Аль-Шабаб
- 1980/81 : Аль-Наср 3-1 Аль-Хиляль
- 1981/82 : Аль-Хиляль 3-1 Аль-Иттихад
- 1982/83 : Аль-Ахли 1-0 Аль-Иттифак
- 1983/84 : Аль-Хиляль 4-0 Аль-Ахли
- 1984/85 : Аль-Иттифак 1-1 Аль-Хиляль [4-3]*
- 1985/86 : Аль-Наср 1-0 Аль-Иттихад
- 1986/87 : Аль-Наср 1-0 Аль-Хиляль
- 1987/88 : Аль-Иттихад 1-0 Аль-Иттифак
- 1988/89 : Аль-Хиляль 3-0 Аль-Наср
- 1989/90 : Аль-Наср 2-0 Аль-Таавун

* — по пенальти

### Кубок наследного принца
- 1956/57 : Аль-Тагар
- 1957/58 : Аль-Иттихад 3-2 Аль-Тагар
- 1958/59 : Аль-Иттихад 4-3 Аль-Вахда
- 1959/60 : Аль-Вахда
- 1960/61 : Запад 2-1 Центр
- 1961/62 : Восток 2-1 Запад
- 1962/63 : Аль-Иттихад 6-2 Аль-Иттифак
- 1963/64 : Аль-Хиляль 3-2 Аль-Вахда
- 1964/65 : Аль-Иттифак 3-0 Аль-Иттихад
- 1965/66 : не проводился
- 1966/67 : Запад 5-2 Восток
- 1967/68 : Запад 4-3 Центр
- 1968/69 : Центр 0-0 Запад [?-?]*
- 1969/70 : Аль-Ахли ?-? Аль-Вахда [?-?]*
- 1970/71 : не проводился
- 1971/72 : не проводился
- 1972/73 : Аль-Наср 2-1 Аль-Вахда
- 1973/74 : Аль-Наср 1-0 Аль-Ахли
- 1990/91 : Аль-Иттихад 0-0 Аль-Наср [5-4]*
- 1991/92 : Аль-Кадисия 0-0** Аль-Шабаб [4-2]*
- 1992/93 : Аль-Шабаб 1-1** Аль-Иттихад [5-3]*
- 1993/94 : Эр-Рияд 1-0** Аль-Шабаб
- 1994/95 : Аль-Хиляль 1-0 Эр-Рияд
- 1995/96 : Аль-Шабаб 3-0 Аль-Наср
- 1996/97 : Аль-Иттихад 2-0 Аль-Таи
- 1997/98 : Аль-Ахли 3-2** Эр-Рияд
- 1998/99 : Аль-Шабаб 1-0 Аль-Хиляль
- 1999/00 : Аль-Хиляль 3-0 Аль-Шабаб
- 2000/01 : Аль-Иттихад 3-0 Аль-Иттифак
- 2001/02 : Аль-Ахли 2-1 Аль-Иттихад
- 2002/03 : Аль-Хиляль 1-0 Аль-Ахли
- 2003/04 : Аль-Иттихад 1-0 Аль-Ахли
- 2004/05 : Аль-Хиляль 2-1 Аль-Кадисия
- 2005/06 : Аль-Хиляль 1-0 Аль-Ахли
- 2006/07 : Аль-Ахли 2-1 Аль-Иттихад
- 2007/08 : Аль-Хиляль 2-0 Аль-Иттифак
- 2008/09 : Аль-Хиляль 1-0** Аль-Шабаб
- 2009/10 : Аль-Хиляль 2-1 Аль-Ахли
- 2010/11 : Аль-Хиляль 5-0 Аль-Вахда

* — по пенальти
** — в дополнительное время

## Титулы
| Клуб        | Кубок короля | Кубок принца | Всего |
| ----------- | ------------ | ------------ | ----- |
| Аль-Хиляль  | 6            | 10           | 16    |
| Аль-Ахли    | 10           | 5            | 15    |
| Аль-Иттихад | 6            | 7            | 13    |
| Аль-Наср    | 7            | 2            | 9     |
| Аль-Иттифак | 2            | 1            | 3     |
| Аль-Шабаб   | 0            | 3            | 3     |
| Аль-Вахда   | 2            | 1            | 3     |
| Эр-Рияд     | 0            | 1            | 1     |
| Аль-Кадисия | 0            | 1            | 1     |